# 1697 en santé et médecine
| Années de la santé et de la médecine : 1694 - 1695 - 1696 - 1697 - 1698 - 1699 - 1700    |
| Décennies de la santé et de la médecine : 1660 - 1670 - 1680 - 1690 - 1700 - 1710 - 1720 |

Cet article présente les faits marquants de l'année 1697 en santé et médecine.

## Naissances
- 5 février : William Smellie (mort en 1763), médecin obstétricien écossais[1],[2].
- 24 février : Bernhard Siegfried Albinus (mort en 1770), médecin et anatomiste allemand[3].

## Décès
- 1er mars : Francesco Redi (né en 1626), médecin, biologiste et poète italien[4].